# Chilothorax plutschewskyi
Chilothorax plutschewskyi är en skalbaggsart som beskrevs av Koshantschikov 1894. Chilothorax plutschewskyi ingår i släktet Chilothorax och familjen Aphodiidae. Inga underarter finns listade i Catalogue of Life.